# Louis Ségura
Louis Ségura (Sidi Bel Abbès, 23 luglio 1889 – 1963) è stato un ginnasta francese.

## Palmarès
- Giochi olimpici

Londra 1908: bronzo nel concorso individuale.
Stoccolma 1912: argento nel concorso individuale.